# Frommbach (Felchbach)
Der Frommbach ist ein linker Zufluss des Felchbachs im mittelfränkischen Landkreis Weißenburg-Gunzenhausen.

## Verlauf
Die Quelle des Frommbaches befindet sich auf einer Höhe von rund 525 m ü. NHN in der Waldflur Sonnenleite, rund zwei km östlich von Weiboldshausen. Nach einem Lauf von 1,7 km mündet der Bach auf einer Höhe von etwa 413 m ü. NHN südlich von Höttingen unterirdisch verrohrt von links in den Felchbach.